# فياض عبد المنعم
فياض عبد المنعم حسنين : هو اقتصادي مصري و وزير المالية الأسبق ، منذ مايو 2013 و حتى يوليو 2013 ، وُلد عام 1957 ، و هو خريج كلية التجارة بجامعة الأزهر عام 1980 ، و حاصل على دكتوراه في موضوع المصارف الإسلامية عام 1999 ، له عد مؤلفات في الاقتصاد منها: بيع المرابحة في المصارف الإسلامية ، المؤشرات الكمية و الوصفية للمصارف.

## التدرج الوظيفي
- مستشار اقتصادي لمركز الدراسات الفقهية و الاقتصادية.
- مستشار إدارة الحساب الشرعي بدار الإفتاء المصرية.
- مدير مركز الاقتصادالإسلامي للبحوث و التدريب.
- أمين هيئة الرقابة الشرعية للمصرف الإسلامي الدولي بالقاهرة.

## وزيراً للمالية
عُين فياض عبد المنعم وزيرًا للمالية في 7 مايو 2013 حتى يوليو 2013 ، بعد تشكيل حكومة حازم الببلاوي.